# 武宣城墙
武宣城墙，位于中国广西壮族自治区来宾市武宣县，现存北门城楼。2009年5月4日，武宣北门城楼列入第六批广西壮族自治区文物保护单位。
明洪武三年（1370年），筑土城；成化年间，改为砖墙。宣德六年（1431年），正式迁县治于此。清康熙二十七年（1688年），知县翁年伦以北楼为县义学。文革时，东南西门楼皆被拆除，仅存北门。